# Het brandmerk van de koning
Het brandmerk van de koning (Frans: Défi au roi) is het derde verhaal uit de Belgische stripreeks Roodbaard van Jean-Michel Charlier en Victor Hubinon. Het werd in 1964 als album uitgebracht.
Het verhaal is een vervolg op de gebeurtenissen uit albums #2 (De schrik van de zeven zeeën) en tegelijk #18: (De jonge kapitein). Net als in het voorgaande album speelt Erik de hoofdrol in de strip en verschijnt Roodbaard slechts in het begin van het verhaal. 

## Het verhaal
Voor de Normandische kust neemt Erik afscheid van zijn aangenomen vader Roodbaard. Erik heeft besloten in dienst te treden bij de rederij van de gebroeders Kermadieu uit Saint-Malo, waarvan hij het voor de kust van Afrika stuurloos ronddrijvende schip Belle Jeanne veilig heeft teruggebracht naar Frankrijk. Zij geven hem het commando over hun schip Spotvogel om de lonen voor de ambtenaren en de soldij voor de soldaten van de Franse overzeese gebieden te bezorgen.
Op zee ontdekt zijn eerste stuurman Piet de Kraker dat Erik de zoon van de piraat Roodbaard is. Hij en tweede stuurman Jonas de Gevezon beramen een plan om de lading te stelen en Erik daar voor op te laten draaien. Erik wordt gevangengezet, maar kort daarop wordt het schip overvallen door twee feloeken met Moorse piraten. De gewonde Erik weet de Spotvogel op te blazen, waarbij ook een van de feloeken zinkt. Erik en een scheepsjongen worden opgepikt door de piraten en in Algiers verkocht op de slavenmarkt. Hij wordt tewerkgesteld aan een oliepers, maar weet uiteindelijk met de hulp van Aïcha (de zus van Baba) te ontsnappen. Hij steelt een vissersboot en wordt op de Middellandse Zee opgepikt door een Italiaans schip.
Terug in Saint-Malo blijkt ook de Gevezon de ontploffing van de Spotvogel heeft overleefd. Hij verklaart dat Erik de zoon van Roodbaard is, waarop deze ter dood wordt veroordeeld. Tijdens de rechtszaak verschijnt de scheepsjongen, die verklaart dat Erik onschuldig is aan zeeroverij en muiterij. Het hof trekt de doodstraf in, maar omdat Erik zich in zijn jeugd wel aan piraterij heeft schuldig gemaakt, wordt hij veroordeeld tot 20 jaar dwangarbeid op de koninklijke galeien. Zijn reders kopen de beul om, zodat Erik het brandmerk van de koning bespaard blijft. (in Frankrijk werden criminelen gebrandmerkt met de Fleur-de-lys (Franse lelie), die ondersteboven op de schouder werd gebrand)